# Candra Marimar
Candra Marimar (ur. 13 marca 2001) – indonezyjska zapaśniczka walcząca w stylu wolnym. Zajęła dziewiąte miejsce na igrzyskach azjatyckich w 2022. Piąta na igrzyskach Solidarności Islamskiej w 2021. Srebrna medalistka igrzysk Azji Południowo-Wschodniej w 2023. Złota medalistka mistrzostw Azji Południowo-Wschodniej w 2022 roku. 